# Zero Day (série télévisée américaine)
Pour les articles homonymes, voir Zero Day.
Production
Diffusion
Zero Day est une série télévisée américaine réalisée par Lesli Linka Glatter d'après un scénario d'Eric Newman, Noah Oppenheim et Michael Schmidt.
Ce thriller politique est une coproduction de Grand Electric et Netflix. Il est diffusé sur Netflix à partir du 20 février 2025.

## Synopsis
George Mullen, ancien président des États-Unis très populaire, n'a pas souhaité poursuivre sa carrière politique, mais la présidente Evelyn Mitchell lui demande de sortir de sa retraite pour mener la commission Zero Day chargée d'enquêter sur une cyberattaque qui vient de frapper le pays. Sa femme Sheila, nommée, il y a quelques jours, juge à la cour d'appel des États-Unis pour le deuxième circuit, s'apprête à endosser sa nouvelle fonction. Leur fille Alexandra, membre du dixième district congressionnel de l'État de New York, est chargée de contrôler que les pouvoirs de la commission ne génèrent pas d'abus.

## Distribution

### Acteurs principaux
- Robert De Niro (VF : Pierre Arditi) : George Mullen, ancien président des États-Unis
- Lizzy Caplan (VF : Marie-Eugénie Maréchal) : Alexandra Mullen
- Jesse Plemons (VF : Félicien Juttner) : Roger Carlson
- Connie Britton (VF : Emmanuèle Bondeville) : Valerie Whitesell
- Joan Allen (VF : Véronique Augereau) : Sheila Mullen, la femme de George
- Bill Camp (VF : Pierre Forest) : le directeur Lasch
- Dan Stevens (VF : Benjamin Egner) : Evan Green
- Angela Bassett (VF : Virginie Emane) : la présidente Evelyn Mitchell
- Matthew Modine (VF : Philippe Vincent) : Richard Dreyer
- McKinley Belcher III (en) (VF : Frantz Confiac) : Carl Otieno

### Acteurs récurrents
- Clark Gregg (VF : Dimitri Rataud) : Robert Lyndon
- Gaby Hoffmann (VF : Julie Cavanna) : Monica Kidder
- Mark Ivanir (VF : Bernard Gabay) : Natan
- Mozhan Navabi (VF : Ethel Houbiers) : Melissa Kornblau
- Cuyle Carvin (VF : Gilduin Tissier) : l'agent Tom McCarthy
- Eden Lee : l'agent spécial Angela Kim
- Ryan Spahn : Leon Felton

## Production

### Genèse et développement
En novembre 2022, The Hollywood Reporter annonce que Netflix lance le projet d'une série de type thriller politique intitulée Zero Day, écrite et produite par Eric Newman, le showrunner de Narcos, et par Noah Oppenheim, le président de NBC News, avec Robert De Niro dans le rôle d'un ancien président.
Le 1er mars 2023, Variety annonce que Netflix a commandé la série, avec Lesli Linka Glatter à la réalisation.
La série est créée et écrite par Eric Newman, Noah Oppenheim et Michael Schmidt, et réalisée par Lesli Linka Glatter,,.
La production est assurée par Jonathan Glickman, Lesli Linka Glatter, Robert De Niro, Eric Newman, Noah Oppenheim, Michael Schmidt.

### Attribution des rôles
En novembre 2022, le magazine The Hollywood Reporter annonce que Robert De Niro sera la vedette d'un thriller politique sur Netflix intitulé Zero Day.
En avril 2023, Deadline Hollywood et Variety annoncent que Lizzy Caplan, Jesse Plemons, Joan Allen et Connie Britton rejoignent Robert De Niro,.

### Tournage
Le 8 juin 2023, il est annoncé que la production est suspendue en raison de la grève des scénaristes de la Writers Guild of America.
Le tournage se termine en 2024.

### Fiche technique
Sauf indication contraire, les informations mentionnées dans cette section peuvent être confirmées par les bases de données cinématographiques IMDb et Allociné,  présentes dans la section « Liens externes ».
- Titre : Zero Day
- Genre : Thriller politique[2],[6],[3],[5]
- Production : Jonathan Glickman, Lesli Linka Glatter, Robert De Niro, Eric Newman, Noah Oppenheim, Michael Schmidt[2]
- Sociétés de production : Grand Electric et Netflix
- Réalisation : Lesli Linka Glatter[3],[6],[7],[4]
- Scénario : Eric Newman, Noah Oppenheim et Michael Schmidt[2],[3],[6],[7],[5]
- Pays de production :  États-Unis
- Langue originale : anglais
- Format : couleur
- Nombre de saisons : 1
- Nombre d'épisodes : 6
- Durée : 60 minutes
- Date de première diffusion : 20 février 2025 sur Netflix[4]